# Thaumastocaris streptopus
Thaumastocaris streptopus är en kräftdjursart som beskrevs av Kemp 1922. Thaumastocaris streptopus ingår i släktet Thaumastocaris och familjen Palaemonidae. Inga underarter finns listade i Catalogue of Life.